# Tachytrechus melanocheirus
Tachytrechus melanocheirus är en tvåvingeart som beskrevs av Van Duzee 1930. Tachytrechus melanocheirus ingår i släktet Tachytrechus och familjen styltflugor. Inga underarter finns listade i Catalogue of Life.